# Pestișu Mic (gmina)
Pestișu Mic – gmina w Rumunii, w okręgu Hunedoara. Obejmuje miejscowości Almașu Mic, Ciulpăz, Cutin, Dumbrava, Josani, Mănerău, Nandru, Pestișu Mic i Valea Nandrului. W 2011 roku liczyła 1207 mieszkańców.